# Robert Ismajlovic
Robert Ismajlovic (* 15. August 1975 in Zadar) ist ein Schweizer Model und Schauspieler kroatischer Herkunft. Er war der Mister Schweiz von 2003 und der Nachfolger von Christoph Engel.

## Leben
Ismajlovic wurde im ehemaligen Jugoslawien geboren. Als 16-Jähriger kam er im November 1991 in die Schweiz, wo er seitdem hauptsächlich lebte. Er absolvierte eine Ausbildung zum Diplomkrankenpfleger mit DN I-Abschluss. Außerdem machte er nebenbei eine Ausbildung zum Fitnesstrainer. Er ist Fitness Instruktor der SAFS (swiss academy of fitness and sports). Nach seiner Ausbildung arbeitete er als Krankenpfleger in einem Altersheim in Erlenbach ZH.
Im Mai 2003 wurde er in der St. Jakobshalle in Basel zum Mister Schweiz gewählt. Kurz zuvor hatte er die Einbürgerungsurkunde erhalten und war Schweizer Staatsbürger geworden. Nach seinem Titelgewinn erhielt Ismajlovic zahlreiche Angebote als Model und absolvierte zahlreiche Fotoshootings. 2003 war er der offizielle Werbeträger der Trend-Uhrenlinie Axcent. In New York modelte er für den Schweizer Modedesigner Edo Popken.
2005 geriet Ismajlovic in die Kritik, weil er die neugewählte Miss Zürich, Ellen Tkatch, wegen ihres angeblich zu hohen Körperfettanteils kritisierte. Später nahm Ismajlovic diese Aussage teilweise wieder zurück.
2005 nahm er an der von Thomas Gottschalk im ZDF präsentierten Fernsehshow Die Cleversten – Der große Drei-Länder-Check teil. Gemeinsam mit dem damaligen Mister Germany, Ralph Schulz, und dem Mister Austria, David Königshofer, stellte er sein Talent im Flirten unter Beweis, landete aber nur auf dem 3. Platz.
In den letzten Jahren wandte sich Robert Ismajlovic verstärkt der Schauspielerei zu. Er nahm auch Schauspielunterricht an einer Schauspielschule Zürich. Bereits 2004 hatte er eine Nebenrolle als Steward in der Schweizer Low-Budget-Produktion The Ring Thing gespielt. In der Spielzeit 2005/2006 spielte er in Zürich am Theater am Hechtplatz in der Komödie Ladies Night von Stephen Sinclair und Anthony McCarten. 2009 spielte er an der Seite von Claudine Wilde den attraktiven Liebhaber und Fluglehrer Kevin in der ARD-Fernsehserie Tierärztin Dr. Mertens.
2009 trennte sich Ismajlovic von seiner langjährigen Lebensgefährtin und lebt mittlerweile in Berlin.
2009 war er Botschafter einer Werbekampagne der Pflegehelferinnen des Schweizerischen Roten Kreuzes, eine Kampagne, die aufgrund seiner früheren Tätigkeit als Krankenpfleger glaubhaft wirkte.

## Filmographie (Auswahl)
- 2004: The Ring Thing
- 2009: Tierärztin Dr. Mertens